# Чечуліна Марія Федорівна
Марія Федорівна Чечуліна (фін. Maria Tschetschulin, Marie Tschetschulin; 31 липня 1852 — 19 вересня 1917) — фінська феміністка, перша жінка у Фінляндії, яка отримала право скласти іспит на атестат зрілості («студентський екзамен»); після його успішного складання стала першою студенткою університету як у Фінляндії, так і в усіх країнах Північної Європи[⇨]. Поліглотка, досконало розмовляла шістьма мовами.
З 1870 по 1873 рік навчалася в Імператорському Олександрівському університеті (зараз  — Гельсінський університет). Проте була змушена припинити навчання, щоб утримувати родину після смерті батька, працюючи діловодкою[⇨].

## Життєпис

### Дитинство
Марія Чечуліна народилася 31 липня 1852 року в Гельсінкі в сім'ї комерції радника Федора Чечуліна, російського торговця і судновласника, власника цегляного заводу. Чечулін отримав права міщанина в Гельсінкі в 1844 році після переїзду з Торніо, в 1850-х він був також власником кількох пароплавів. Чечулін був добре відомий в Гельсінкі також і у зв'язку з сильним вибухом на його пороховому складі в грудні 1866 року, в результаті якого в місті були вибиті шибки приблизно в 50 тисячах вікон. Його дружина, мати Марії Чечуліної, Гільда Акселіна Марія Екштейн, була дочкою колишнього армійського офіцера шведської армії, який у 1830-х роках переїхав зі Стокгольма в Гельсінкі та успішно займався зовнішньою торгівлею. 

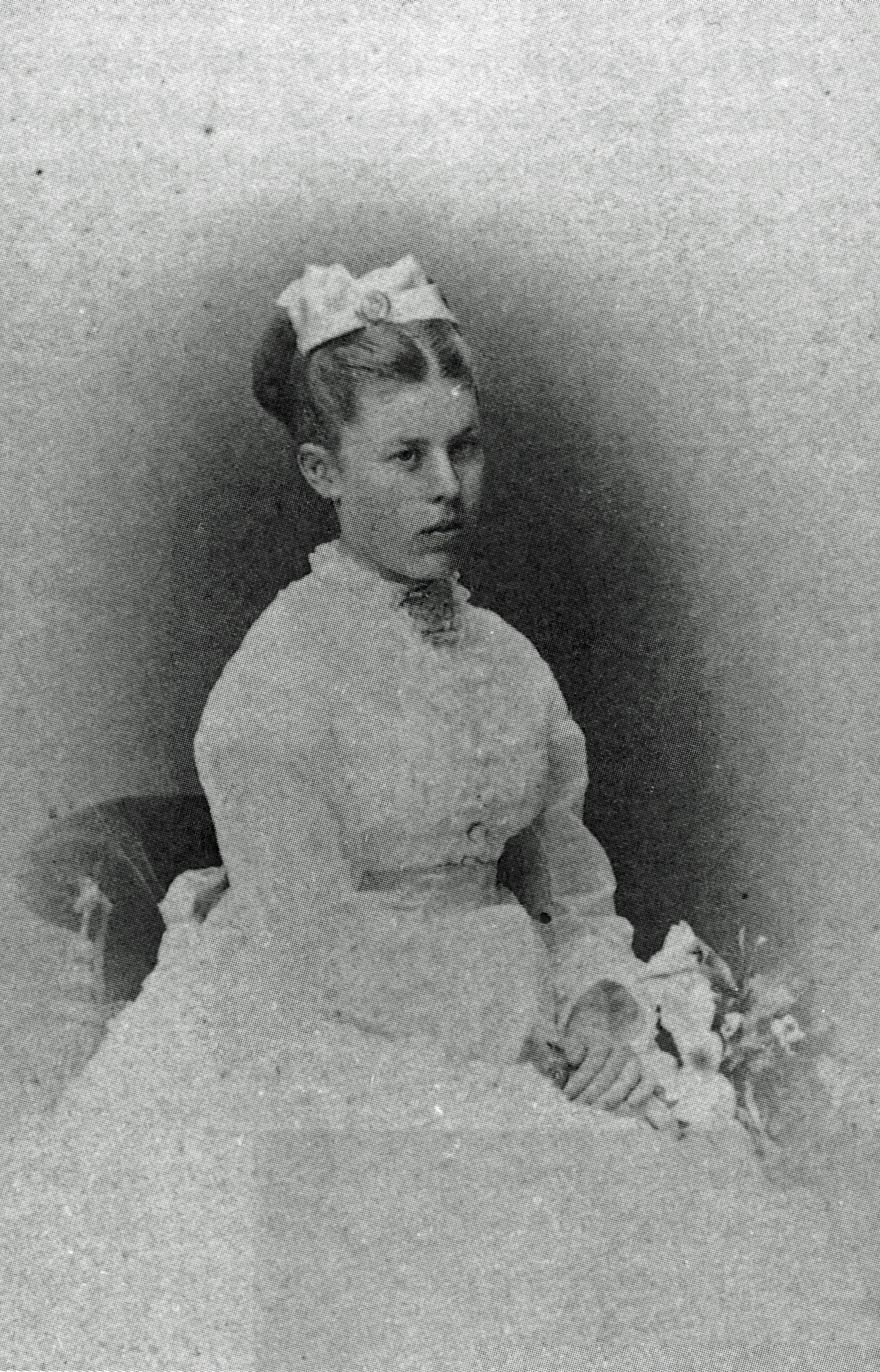
Марія Чечуліна в 1870-х роках

Марія навчалася в німецькій школі для дівчат, потім у французькій школі для дівчат, потім у Гельсінгфорському ліцеї.
Щоб вступити до Імператорського Олександрівського університету  — єдиного діючого на той час на території Великого князівства Фінляндського  — потрібно було скласти іспит на атестат зрілості (так званий студентський екзамен), однак жінкам складати його було заборонено. У січні 1870 року батько Марії подав в університет клопотання, в якому прохав зробити для неї виняток. На думку авторів статті, опублікованої у 2001 році Товариством фінської літератури, його клопотання було обумовлено не тільки її талантом, але і тим, що в Росії жінки вже в кінці 1850-х отримали право з'являтися в університетах як вільнослухачки (хоча пізніше це право і було скасовано). Вчена рада (консисторія) університету, що складалася з 12 ординарних професорів під головуванням ректора, розглянувши клопотання, його схвалила, при цьому було прийнято рішення про надання права вступу в університет не тільки Чечуліній, але і взагалі всім жінкам. На думку консисторії, жінки в університеті повинні були мати ті ж права та обов'язки, що і чоловіки,  — за винятком питань організації студентського життя за межами навчального закладу. Канцлер університету (який призначався імператором) вважав, однак, інакше і схвалив клопотання тільки «у вузькому сенсі», щодо однієї Чечуліної.

### Вступ до університету
Обговорення цього питання мало широкий суспільний резонанс, тому газети почали писати про Чечуліну вже на початку травня, коли стало відомо про здобутий нею дозвіл скласти іспит. Фіномовна гельсінська газета «Uusi Suometar» в замітці під заголовком «Права для жінок» припускала, що цей дозвіл, можливо, пов'язаний з майбутнім обговоренням загального питання про те, як буде організовано доступ жінок до університету. Коли ж 18 травня 1870 року Чечуліна іспит склала, її постать привернула ще більшу увагу. Після іспиту студенти вітали її співом і оплесками, звістка про подію швидко поширилося в Гельсінкі, Чечуліна стала всім відомою особистістю.
На наступний день вийшла гельсінкська шведськомовна газета «Hufvudstadsbladet», у якій був надрукований присвячений Чечуліній анонімний хвалебний вірш, в якому говорилося, що «чоловіки та жінки рівні для царства духа», а по шляху, прокладеному «хороброю дівчиною», незабаром послідують і інші, але «честь першопрохідця назавжди залишиться за нею». Про Чечуліну написали багато газет у Фінляндії та інших країнах Північної Європи, при цьому подія подавалася здебільшого як неординарний факт, оскільки жінок-студенток до цього не було ні у Фінляндії, ні в Скандинавських країнах. Гельсінська «Folkwännen» надрукувала повідомлення про те, що вперше у Фінляндії жінка склала іспит на атестат зрілості, на самому початку першої смуги. «Серед тих, хто пройшов всі визначені процедури для вступу в університет, є, зокрема, і жінка  — фрекен Чечуліна,  — говорилося в газеті. — Хай же її приклад наслідують й інші». Виборзька «Wiborgs Tidning» писала, що кожен, хто радіє прогресу своєї країни, повинен побачити величезну значущість події, оскільки «цей один-єдиний іспит на атестат зрілості буде служити тисячам чоловіків нагадуванням про природні права жінок». Туркуська «Sanomia Turusta», зазначивши, що це перший випадок, коли жінка стала студенткою університету в Фінляндії, далі вказувала, що цей день назавжди залишиться в історії фінської освіти та що тепер подолано бар'єр, який заважав фінським жінкам стати частиною тієї ж цивілізації, що і чоловіки. Як писав Захаріас Топеліус у своїй «Фінляндській хроніці», саме «після цього іспиту в головах багатьох фінських дівчат виникла мрія про студентську ліру».
Серед тих, хто привітали Чечуліну зі вступом до університету, була і шведська принцеса Ловіса, єдина дочка короля Карла XV, яка за рік до цього одружилася з данським принцом Фредеріком VIII і стала данською кронпринцесою (а в майбутньому  — королевою Данії). Одного разу в дитинстві, коли шестирічна Марія відпочивала влітку у Швеції на узбережжі Скагеррака в невеликому курортному містечку Стремстад з матір'ю, вона була запрошена до принцеси, яка була майже її ровесницею, як товариша по іграх. З того часу вони листувалися; крім того, Марія бувала в гостях у Ловіси в Стокгольмі. Саме після знайомства з принцесою Марія почала вивчати латину.

### Припинення навчання
Через рік після вступу Марії Чечуліної в університет, в 1871 році, помер її батько, Федір Чечулін. Незабаром після його смерті його компанія збанкрутувала, у Чечуліних виникли фінансові проблеми. Якийсь час розглядалися плани перебратися всією сім'єю до Берліна, де молодші дочки могли б продовжувати вивчати німецьку мову і займатися музикою, проте цьому не судилося збутися. Марія була в сім'ї старшою дочкою  — і всі турботи про сім'ю лягли на її плечі.

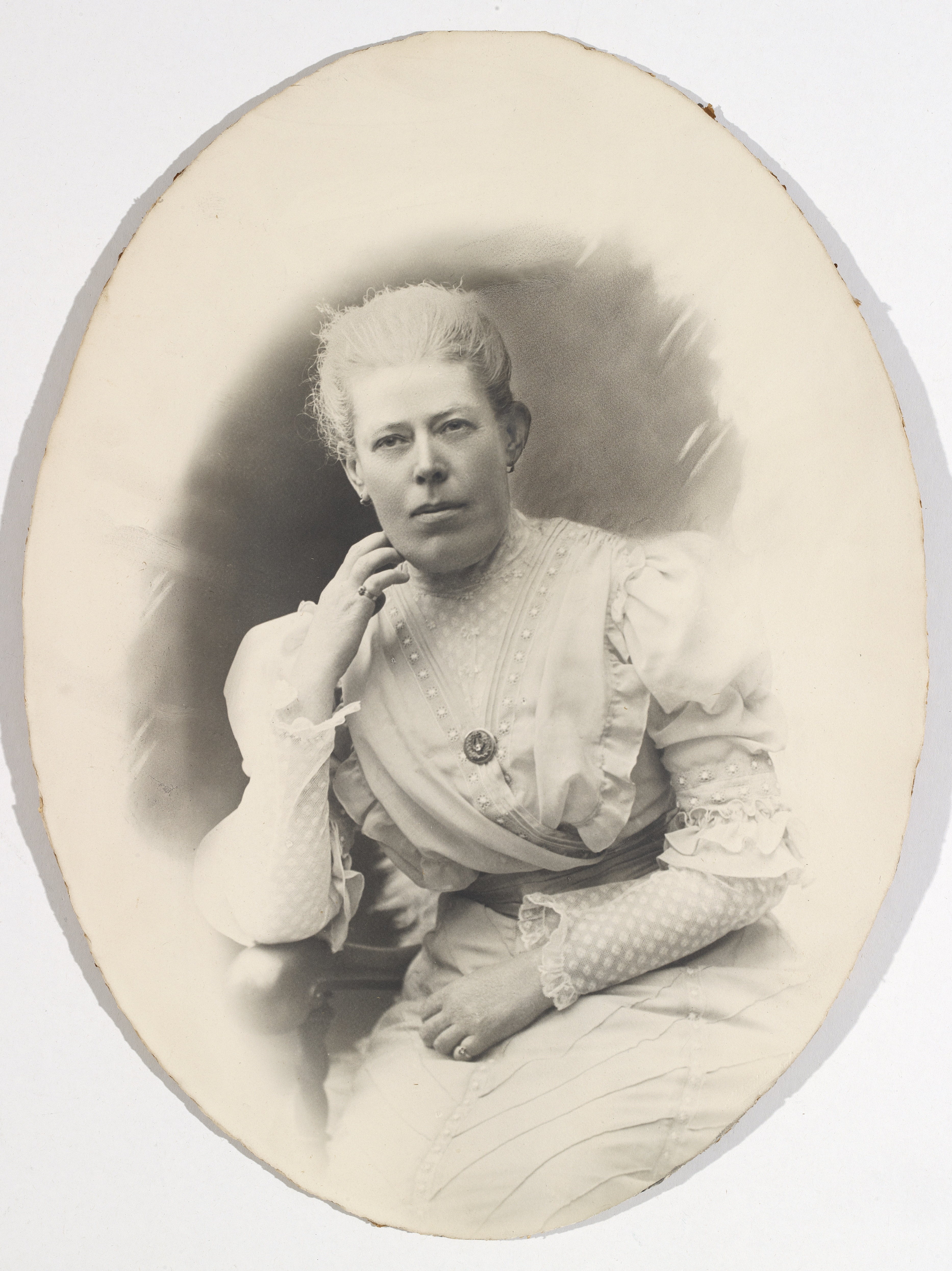
Марія Чечуліна в 1880-х або 1890-х роках

У жовтні 1873 року Чечуліна пішла з університету. Щоб утримувати матір, бабусю (мати її батька) і трьох молодших сестер, Марія почала працювати діловодкою. З 1889 року вона обіймала посаду бухгалтерки-діловодки у великій судноплавній компанії Suomen Höyrylaiva Osakeyhtiö (зараз  — Silja Line), відповідаючи в тому числі за листування з іноземними контрагентами, оскільки досконало говорила шістьма мовами. Характеризувалася як дуже відповідальна працівниця, «справжня прикраса» для своєї роботи.
Померла 19 вересня 1917 року в Гельсінкі у віці 65 років.
У некролозі, опублікованому в кінці вересня в гельсінському журналі Veckans Krönika, говорилося, що якби не непередбачені обставини, Марія Чечуліна ніколи б не стала конторською працівницею, а займалася б наукою, намагаючись задовольнити свою жагу до знань. У статті «Перша студентка Фінляндії» у жовтневому номері гельсінського журналу Nutid письменниця Констанція Улнер писала, що «в наші дні, коли так багато жінок навчається в університеті, важко зрозуміти, що був час, коли вступати в університет дозволялося тільки чоловікам»,  — і Чечуліна стала першою жінкою в країні, що отримала це право. Улнер назвала Чечуліну цілісною особистістю, яка з незмінною сміливістю слідувала обраним шляхом, і «симпатичним першопрохідцем», за яким пішли інші жінки.

Вона відкрила ворота в королівство знань для своїх співвітчизниць. Констанція Улнер.

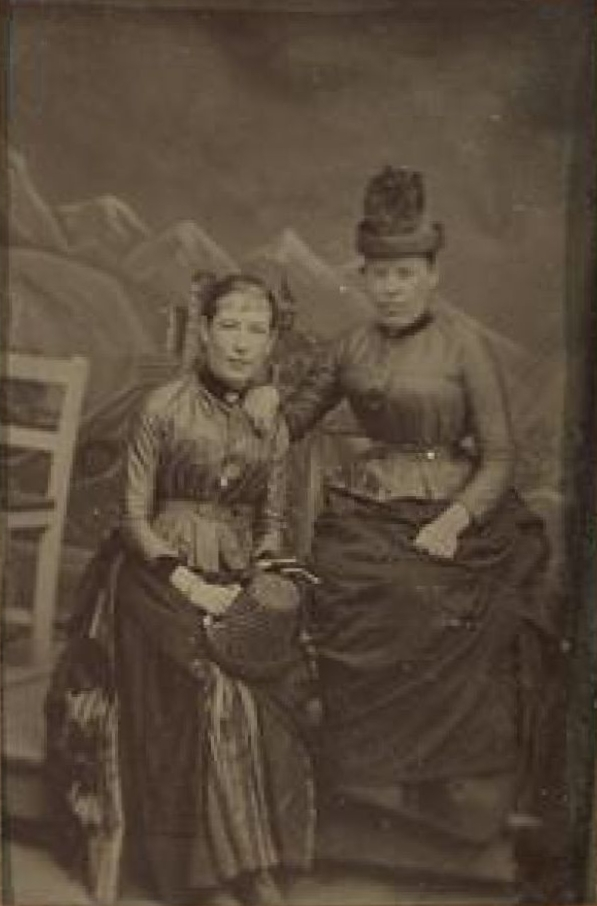
Марія Чечуліна (праворуч) та її сестра Меланія

## Родина
З трьох молодших сестер Марії Чечуліної найбільш відома Агнес (1859—1942), яка стала професійною скрипалькою і виступала з концертами в Європі, а пізніше обіймала посаду професора по класу скрипки у Великій Британії. Дві інші сестри стали викладачками: Меланія (1867—1952) — іноземних мов, Євгенія (пом. 1942) — музики. Їхня мати померла в глибокій старості на початку 1917 року.
Ніхто з чотирьох сестер Чечуліних ніколи не була одружена.

### Коментар
1. ↑  У Фінляндії склавшим екзамен на атестат зрілості видається „студентська фуражка[d]“ (фін. Ylioppilaslakki) — біла з чорним козирком і вставкою у вигляді ліри, оточеної вінком.